# Dopes to Infinity
Dopes to Infinity es el tercer álbum de estudio de la banda de hard rock de Nueva Jersey, Estados Unidos, Monster Magnet, lanzado al mercado el 21 de marzo de 1995. "Negasonic Teenage Warhead" se convirtió en el primer sencillo exitoso de la banda, después de aparecer un año antes en la película S.F.W.. No obstante los sencillos "Dead Christmas" y "Dopes to Infinity", obtuvieron muy poca radiodifusión, haciendo que el álbum sólo vendiese ligeramente más que su predecesor, Superjudge. El álbum llegó al puesto número 51 de las listas británicas.
"Negasonic Teenage Warhead" se acompañó de su respectivo videoclip.

## Lista de canciones
- Todas las canciones compuestas por Dave Wyndorf, excepto donde se indique lo contrario.

1. "Dopes to Infinity" – 5:43
2. "Negasonic Teenage Warhead" – 4:28
3. "Look to Your Orb for the Warning" – 6:32
4. "All Friends and Kingdom Come" – 5:38
5. "Ego, the Living Planet" – 5:07
6. "Blow 'em Off" – 3:51
7. "Third Alternative" – 8:33
8. "I Control, I Fly" (Kleiman/Wyndorf) – 3:18
9. "King of Mars" – 4:33
10. "Dead Christmas" – 3:54
11. "Theme from 'Masterburner'" (Calandra/Wyndorf) – 5:06
12. "Vertigo" – 5:41

## Personal
- Joe Calandra - guitarra, bajo, coros
- Jon Kleiman - bajo, percusión, batería, coros
- Ed Mundell - bajo, guitarra, coros
- Steve Rosenthal - ingeniero
- Dave Wyndorf - órgano, bajo, guitarra, percusión, theremin, voz, campanas, productor, mellotron

## Posicionamiento

### Álbum
Billboard (Estados Unidos)
| Año  | Lista       | Posición |
| ---- | ----------- | -------- |
| 1995 | Heatseekers | 22       |

### Sencillos
Billboard (Estados Unidos)
| Año  | Sencillo                    | Lista                  | Posición |
| ---- | --------------------------- | ---------------------- | -------- |
| 1995 | "Negasonic Teenage Warhead" | Mainstream Rock Tracks | 19       |
| 1995 | "Negasonic Teenage Warhead" | Modern Rock Tracks     | 26       |